# Udo Klenk
Udo Klenk (* 27. November 1952) ist ein ehemaliger deutscher Handballspieler.

## Werdegang
Udo Klenk begann seine Handballlaufbahn bei der Jugend der TSG Groß-Bieberau. Dort wurde er 1971 mit der A-Jugend deutscher Vizemeister unter dem Trainer Karl-Heinz Bergsträßer.
In seiner Laufbahn wurde er im Rückraum eingesetzt und gewann mit dem TV Großwallstadt 1978, 1979 und 1980 die deutsche Meisterschaft, des Weiteren 1979 und 1980 den Europapokal der Landesmeister und im Jahr 1980 ebenfalls den DHB-Pokal sowie den europäischen Supercup.
Beruflich wurde der Diplom-Kaufmann als Unternehmer tätig: 1992 wurde er Geschäftsführer eines Modautaler Betriebs, der unter anderem in den Arbeitsbereichen Fernmeldebau, Leitungstiefbau, Bohr- und Kabeltechnik tätig ist und für den Klenk ab 1979 arbeitete.
2018 übernahm er den Vorsitz der Nachwuchsakademie des TV Großwallstadt.